# شرکت پارس گستر
شرکت پارس گستر یک منطقهٔ مسکونی در ایران است که در دهستان سیف‌آباد واقع شده‌است. شرکت پارس گستر ۱۹۳ نفر جمعیت دارد.